# Бањол (Пиј де Дом)
Бањол (фр. Bagnols) насеље је и општина у централној Француској у региону Оверња, у департману Пиј де Дом која припада префектури Исоар.
По подацима из 2011. године у општини је живело 492 становника, а густина насељености је износила 11,59 становника/km². Општина се простире на површини од 42,46 km². Налази се на средњој надморској висини од 850 метара (максималној 1.053 m, а минималној 679 m).

## Демографија
| 1962. | 1968. | 1975. | 1982. | 1990. | 1999. | 2011. |
| ----- | ----- | ----- | ----- | ----- | ----- | ----- |
| 1.021 | 1.038 | 905   | 891   | 712   | 532   | 492   |

График промене броја становника у току последњих година